# Biskra
Biskra (en árabe بسكرة; en bereber: ⴱⵉⵙⴽⵔⴰ Tibeskert) es una ciudad de Argelia, cabecera de la provincia y daira homónimas.